# Museo Fabergé en San Petersburgo
El Museo Fabergé de San Petersburgo (en ruso: Музей Фаберже в Санкт-Петербурге) es un museo privado en San Petersburgo, Rusia. Fue establecido por el empresario Víktor Vekselberg y su fundación, The Link of Times, para repatriar a Rusia objetos gran valor cultural. El museo está ubicado en el centro de San Petersburgo, en el Palacio Naryshkin-Shuvalov, en el malecón del Río Fontanka. La colección del museo contiene más de 4,000 obras de bellas artes y artes decorativas, que incluyen artículos de oro y plata, pinturas, porcelana y objetos de bronce. Lo más destacado de la colección del museo es el grupo de nueve huevos de Pascua imperiales creados por Fabergé para los dos últimos zares rusos.

## Historia
En 2004, el empresario ruso Víktor Vekselberg compró casi 200 piezas de Fabergé a la Familia Forbes, que pensaba subastar estas obras de arte que habían pertenecido al difunto Malcolm Forbes. Vekselberg hizo un acuerdo privado con la familia y pagó poco más de $100 millones por todo el lote, cancelando así la subasta que iba a organizar Sotheby's.
A partir de este momento, Vikselberg crea la fundación The Link of Times con la intención de crear un museo dedicado a las obras de este joyero ruso.
Desde entonces, la fundación a construir una colección de bellas artes y decorativas rusas, que contiene más de 4000 piezas. Todos los huevos de Pascua imperiales de la colección del museo están relacionados con el gobierno y la vida personal de los dos últimos emperadores rusos: Alejandro III y Nicolás II.
La fundación Link of Times comenzó a restaurar el Palacio Naryshkin-Shuvalov del siglo XVIII (alquilado por la fundación) en San Petersburgo en 2006, con el objetivo de abrir el museo dentro del palacio, se estima que se gastaron $30 millones en esta restauración. Esta fue la primera restauración completa del palacio en toda su historia de 200 años. La ceremonia de inauguración oficial del Museo Fabergé tuvo lugar el 19 de noviembre de 2013.

## La colección
La colección del Museo Fabergé tiene nueve huevos de Pascua imperiales que fueron hechos por orden de los dos últimos zares Románov. Los huevos fueron comprados por Vekselberg en 2004 a la familia del magnate de los periódicos estadounidenses, Malcolm Forbes. Los compró justo antes de que salieran a subasta, pagando 100 millones de dólares por toda la colección Fabergé de la familia Forbes.
En total, hay quince huevos Fabergé exhibidos en la Sala Azul del Palacio Naryshkin-Shuvalov, así como la sorpresa del perdido Huevo Malva de 1897: tres marcos en forma de corazón con los retratos del Zar Nicolás II, Alexandra Fiodórovna y la Gran Duquesa Olga.

### Lista de huevos de Pascua imperiales

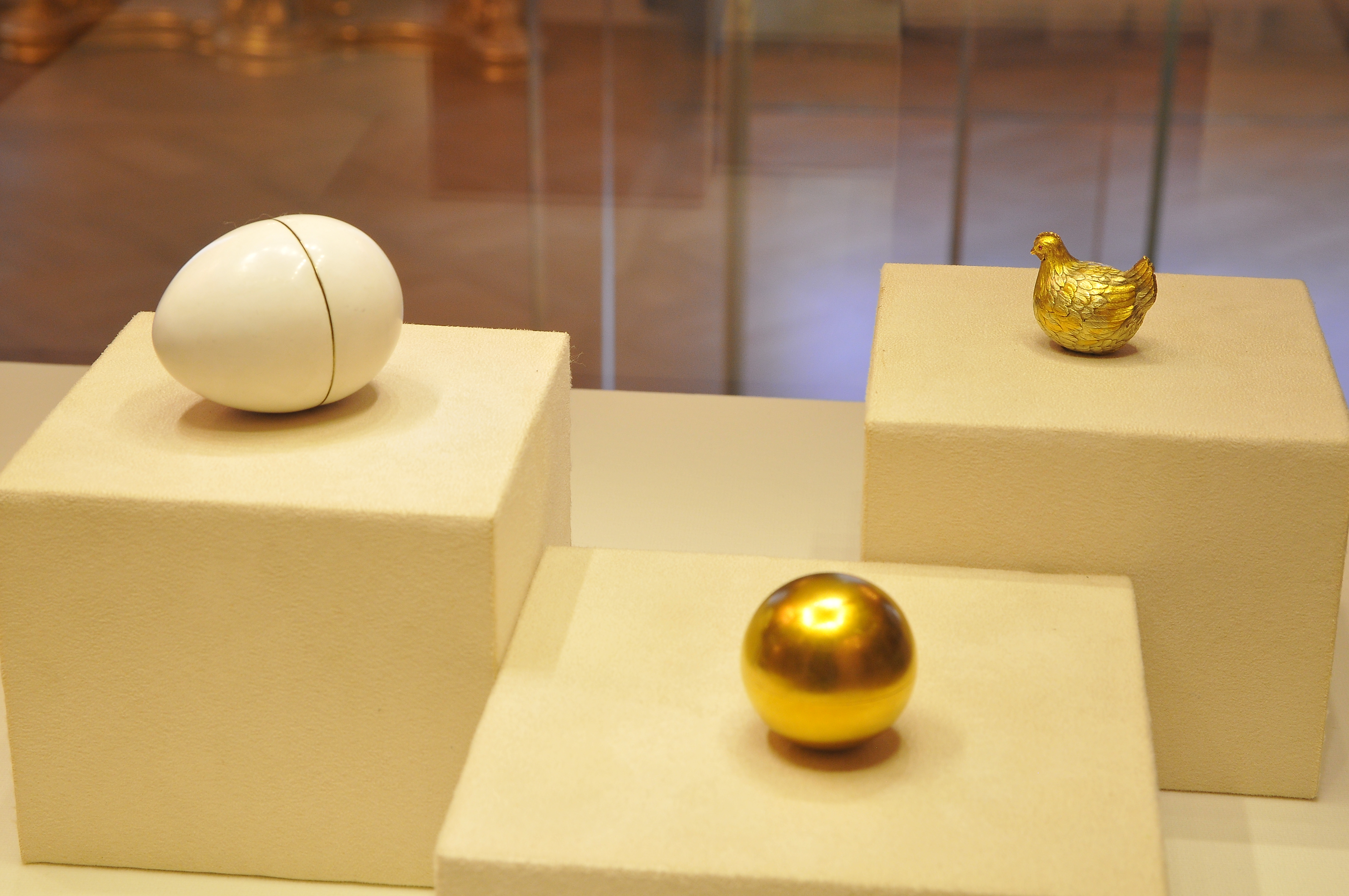
Primer Huevo con Pollo
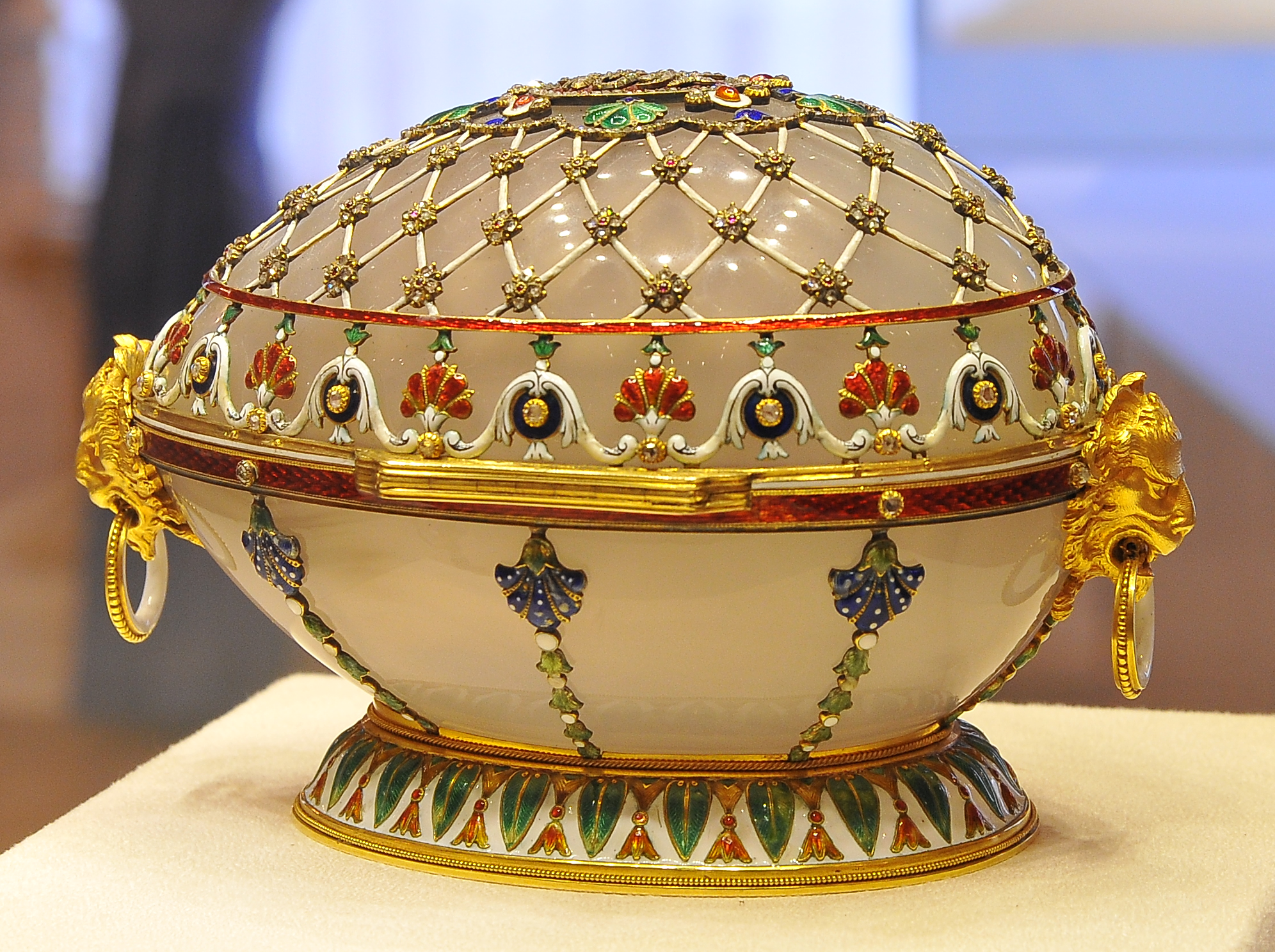
Huevo del Renacimiento
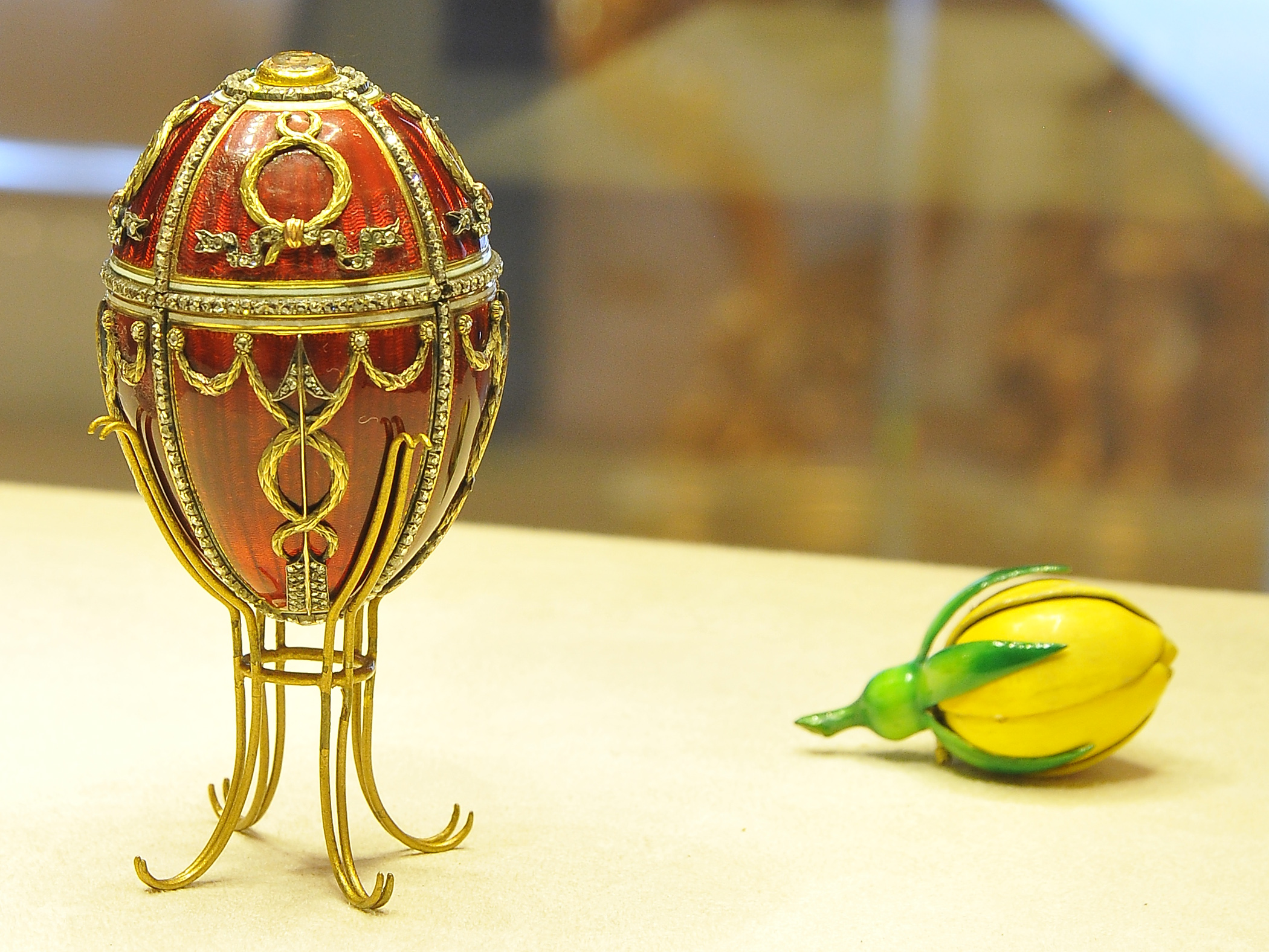
Huevo del Capullo de Rosa
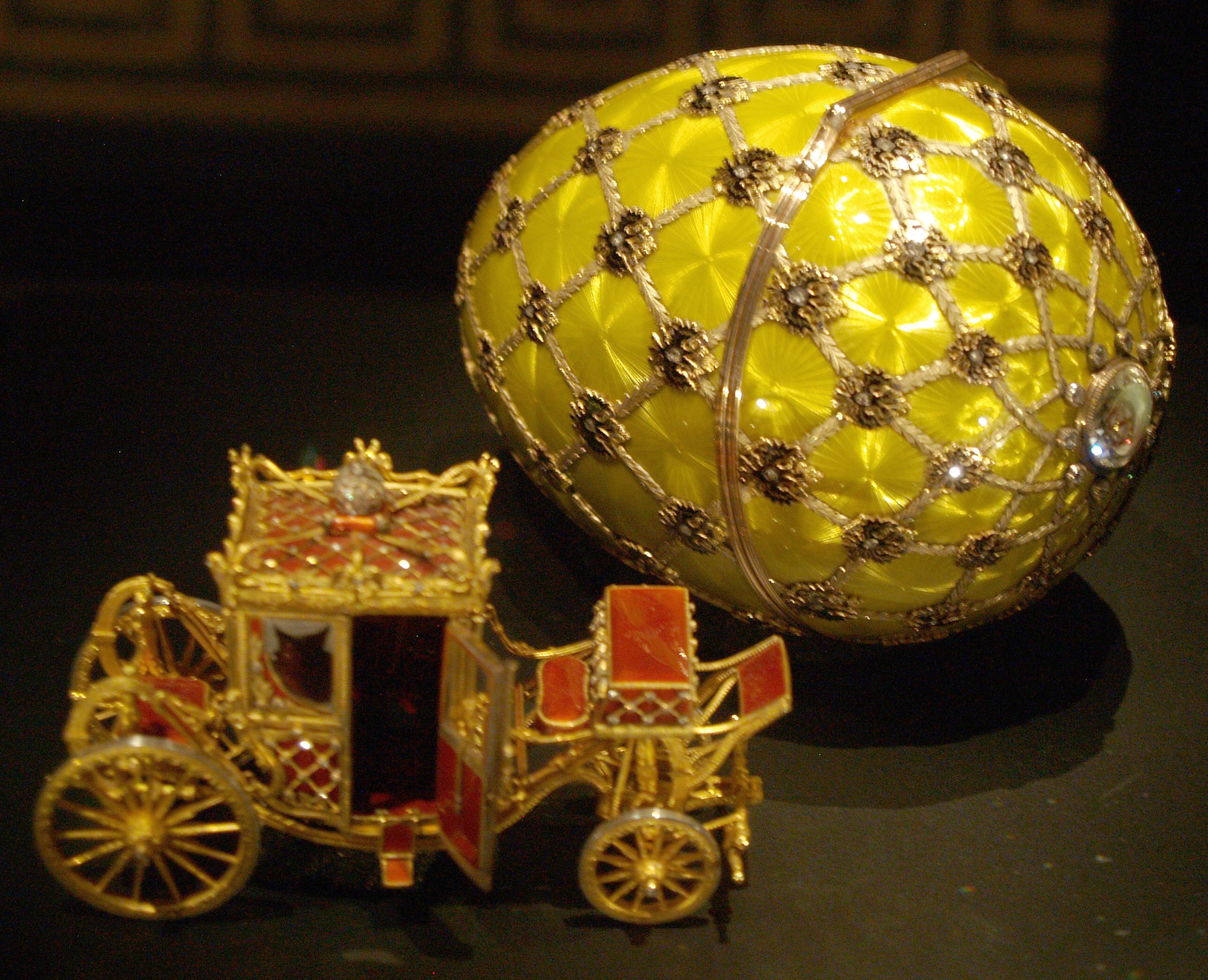
Huevo de la Coronación Imperial
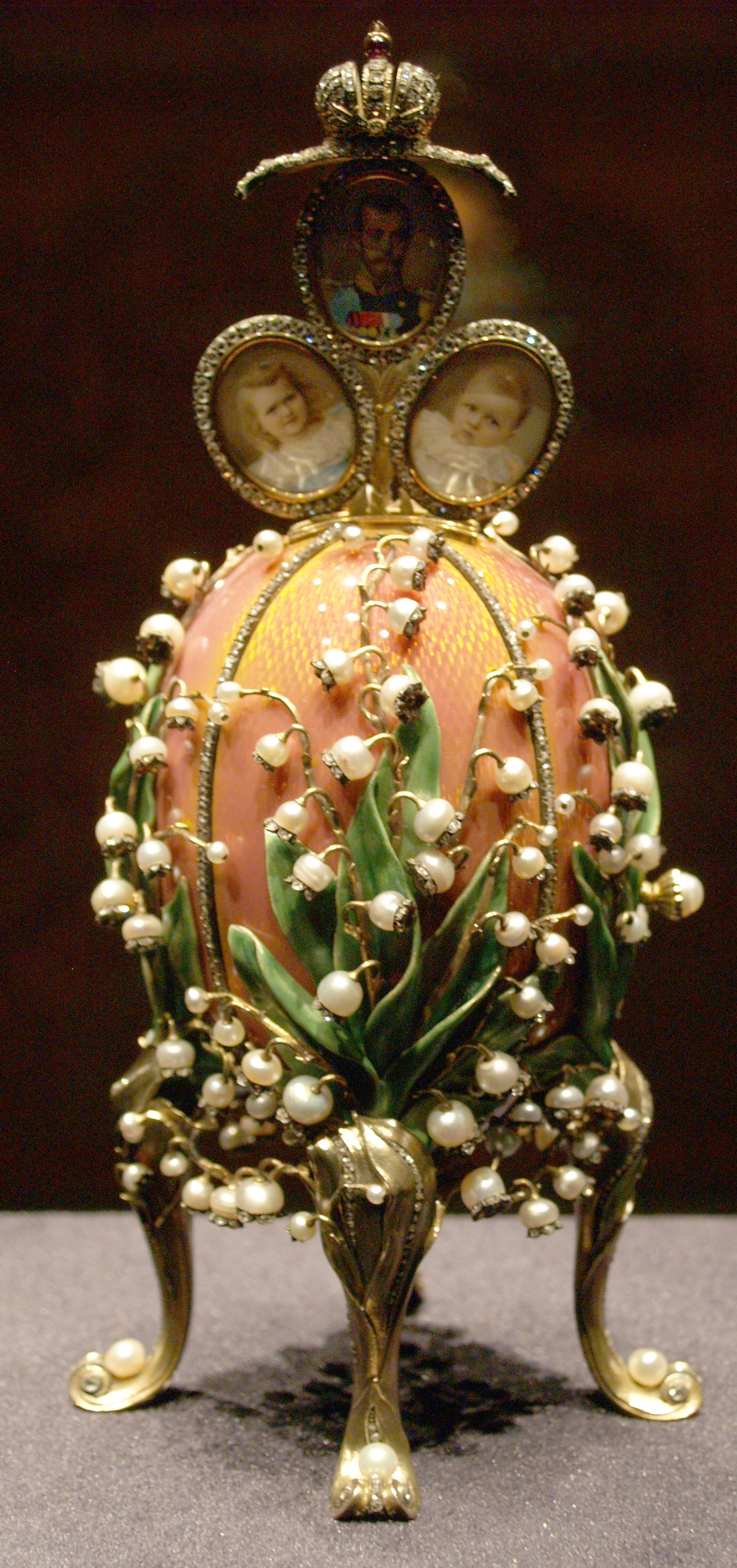
Huevo del Lirio de los Valles
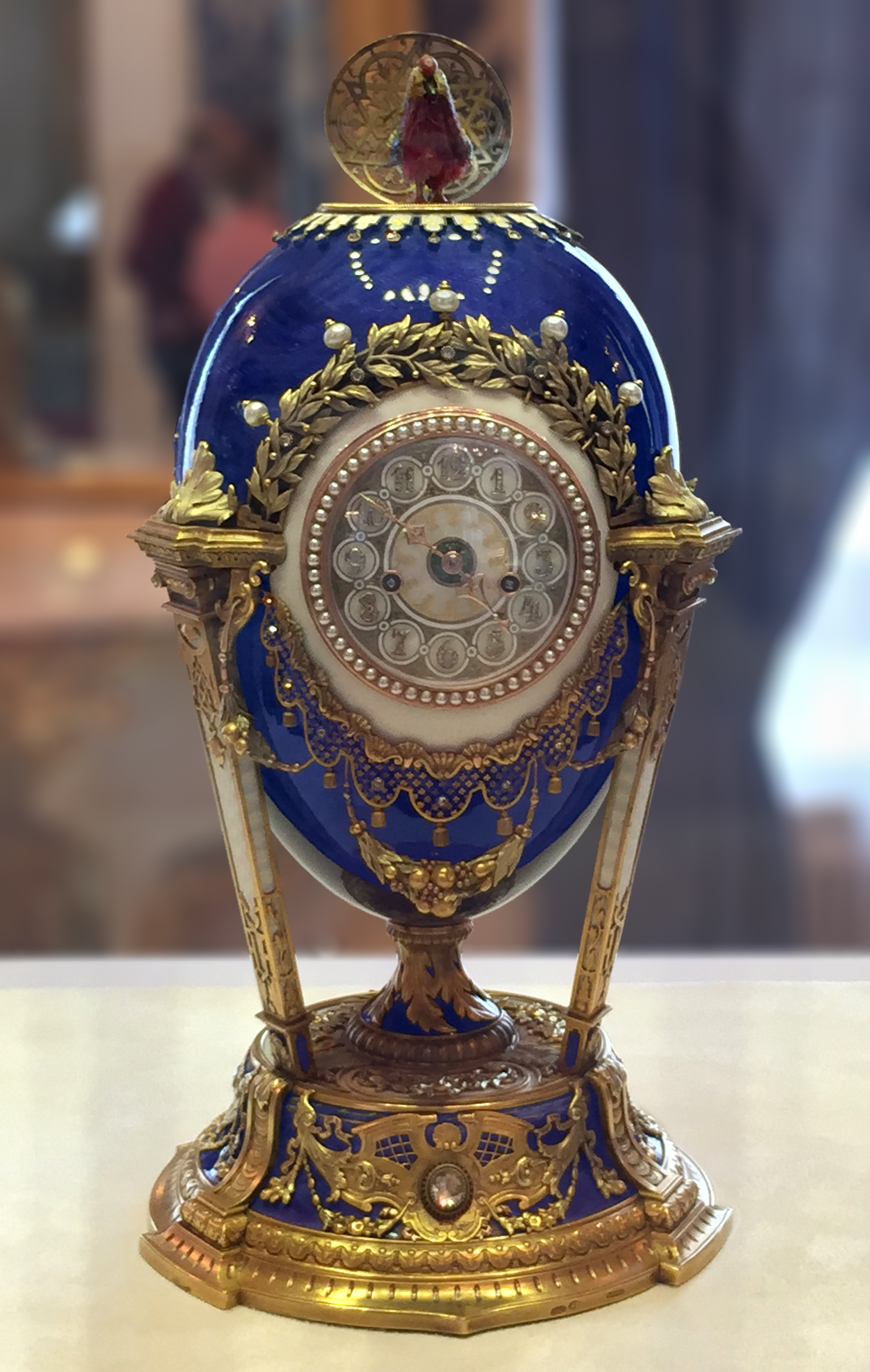
Huevo con Gallo
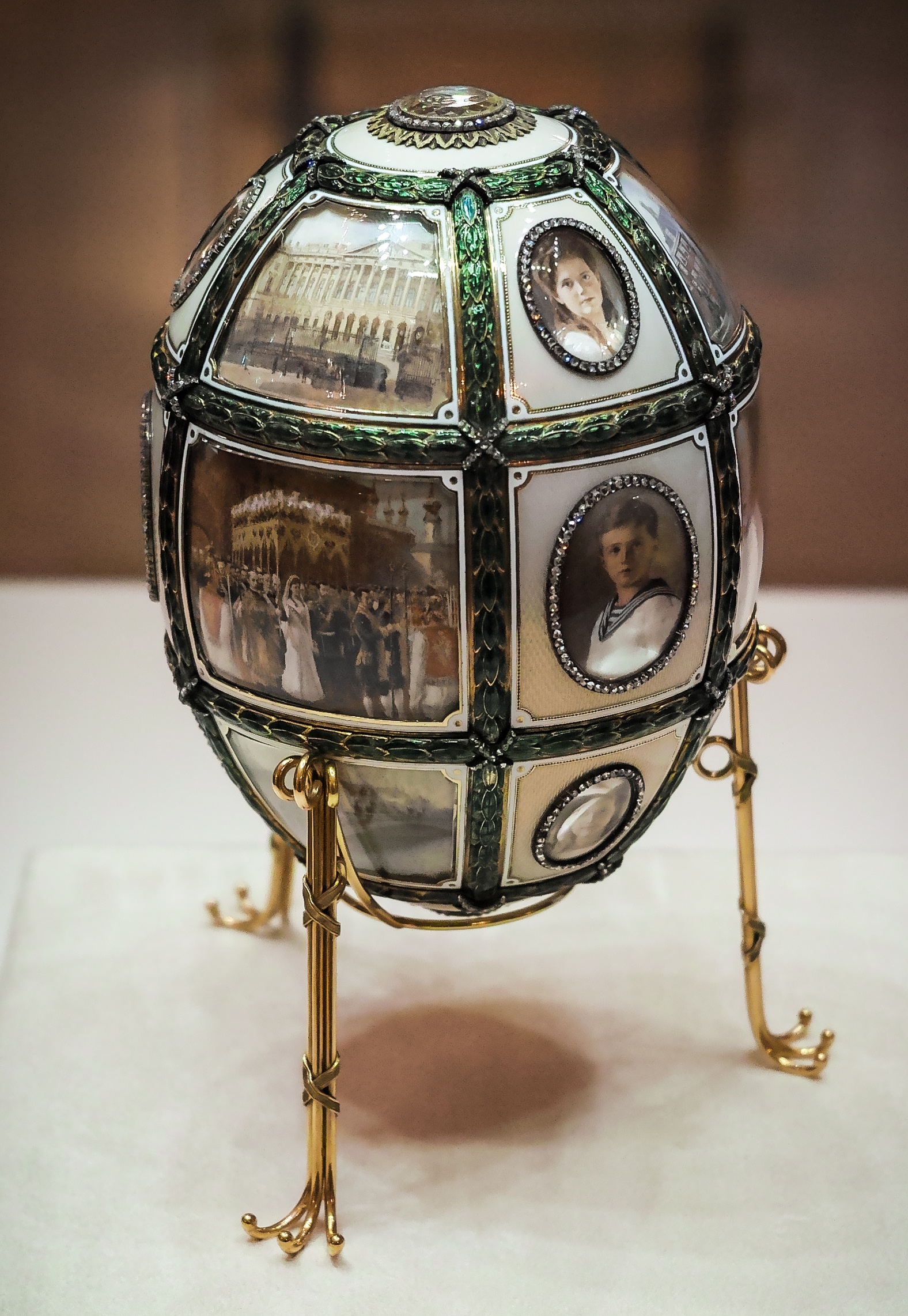
Huevo del XV Aniversario
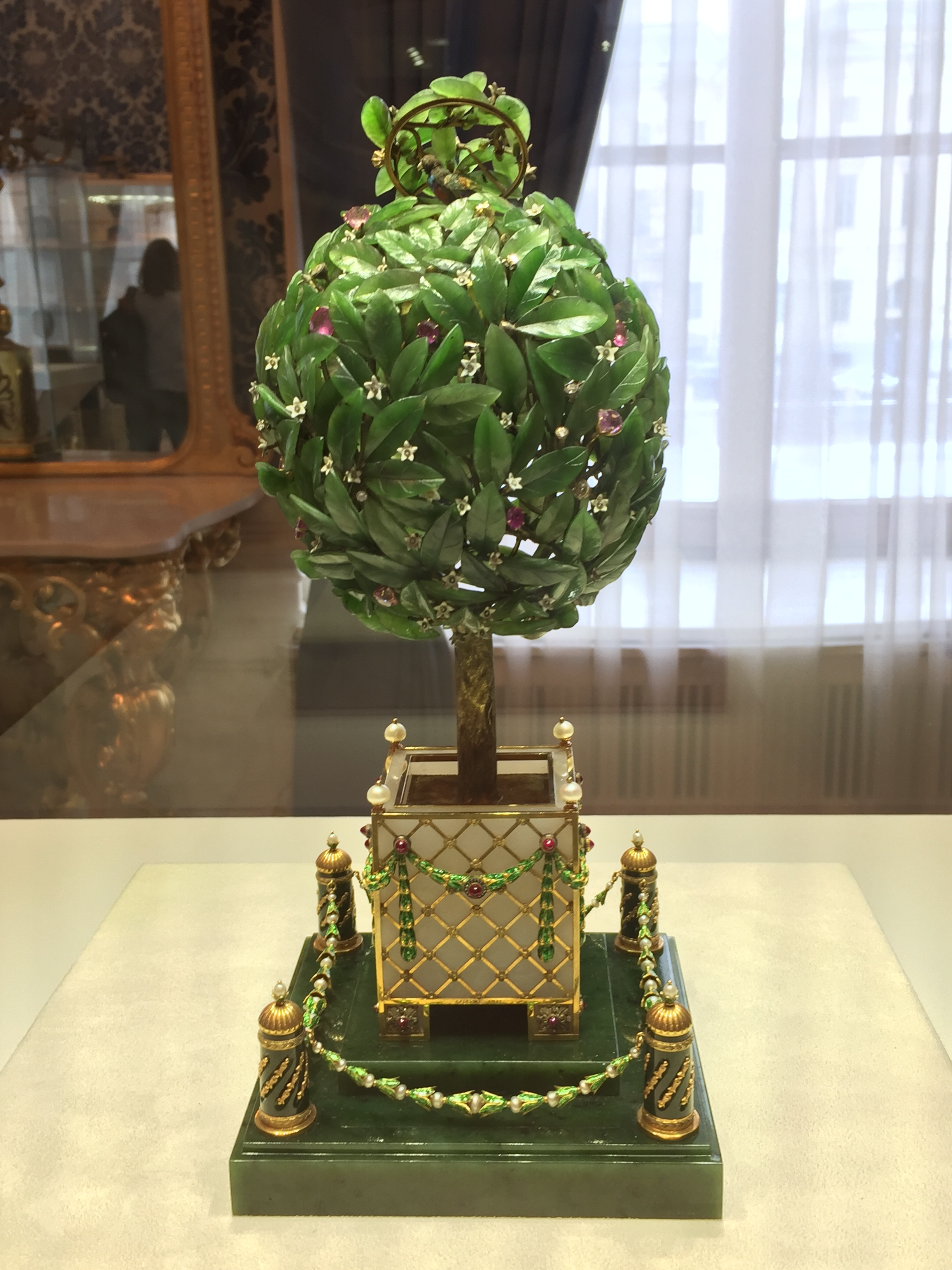
Huevo de Laurel
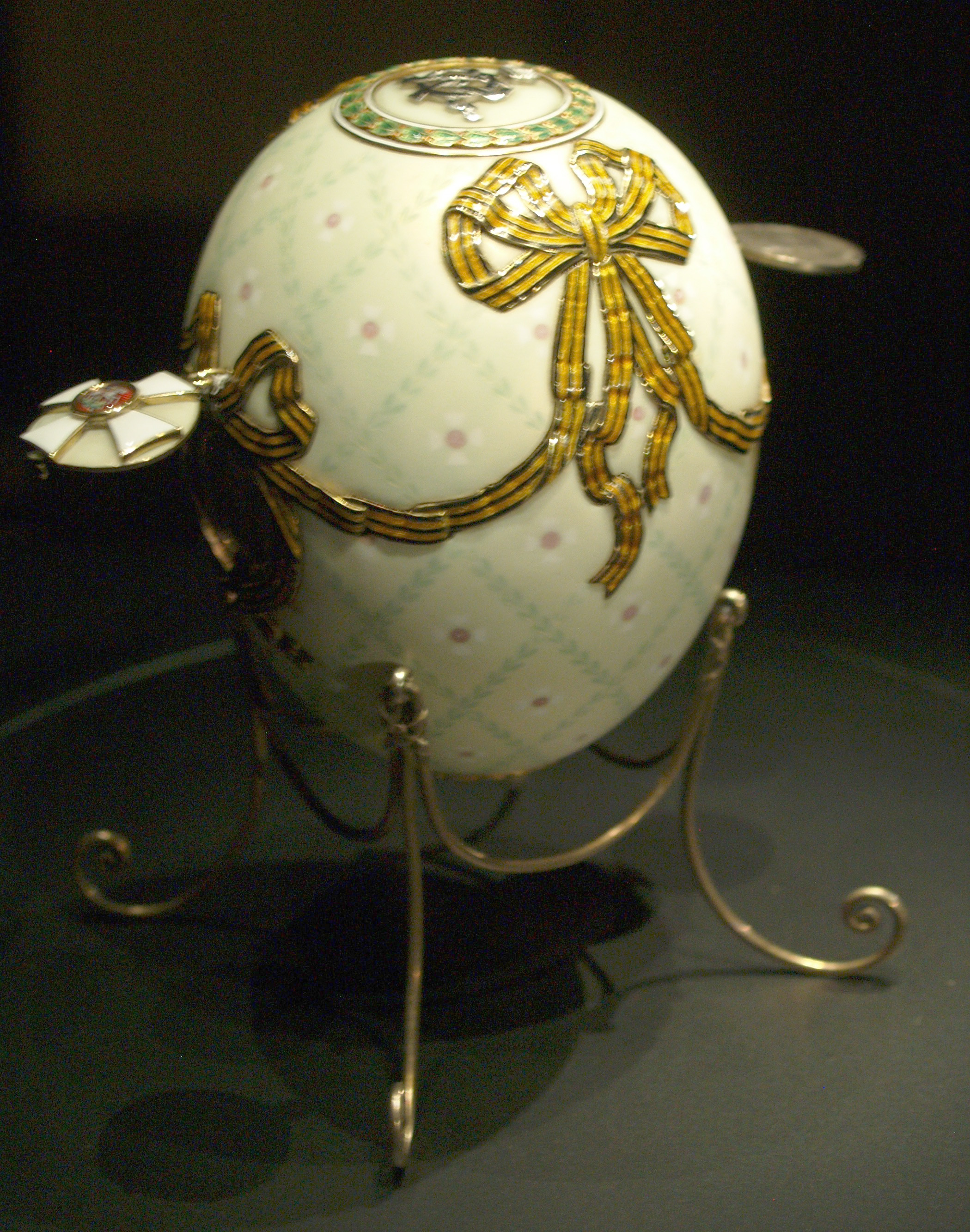
Huevo de la Orden de San Jorge

- Primer Huevo con Pollo
- Huevo del Renacimiento
- Huevo de Capullo de Rosa
- Huevo de la Coronación
- Huevo del Lirio de los Valles
- Huevo con Gallo
- Huevo del XV Aniversario
- Huevo de Laurel
- Huevo de la Orden de San Jorge

### Lista de otros huevos Fabergé

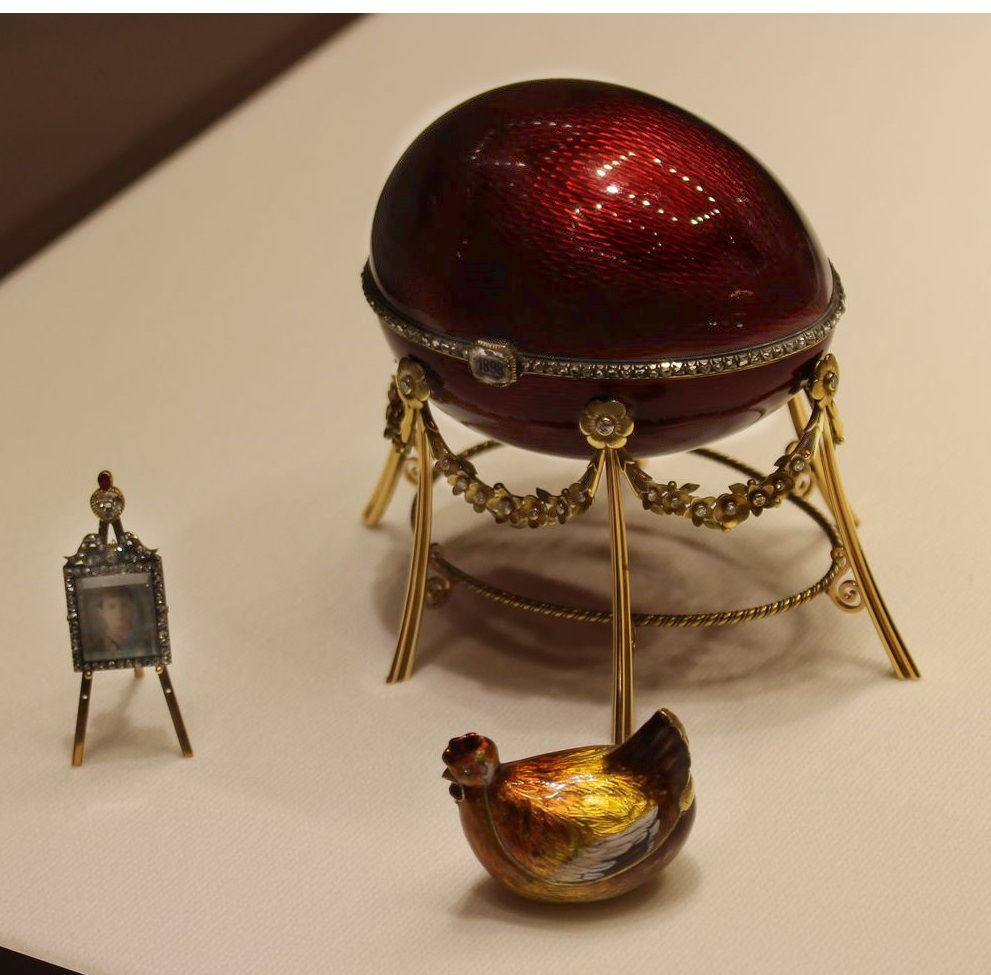
Huevo de Gallina de Kelch
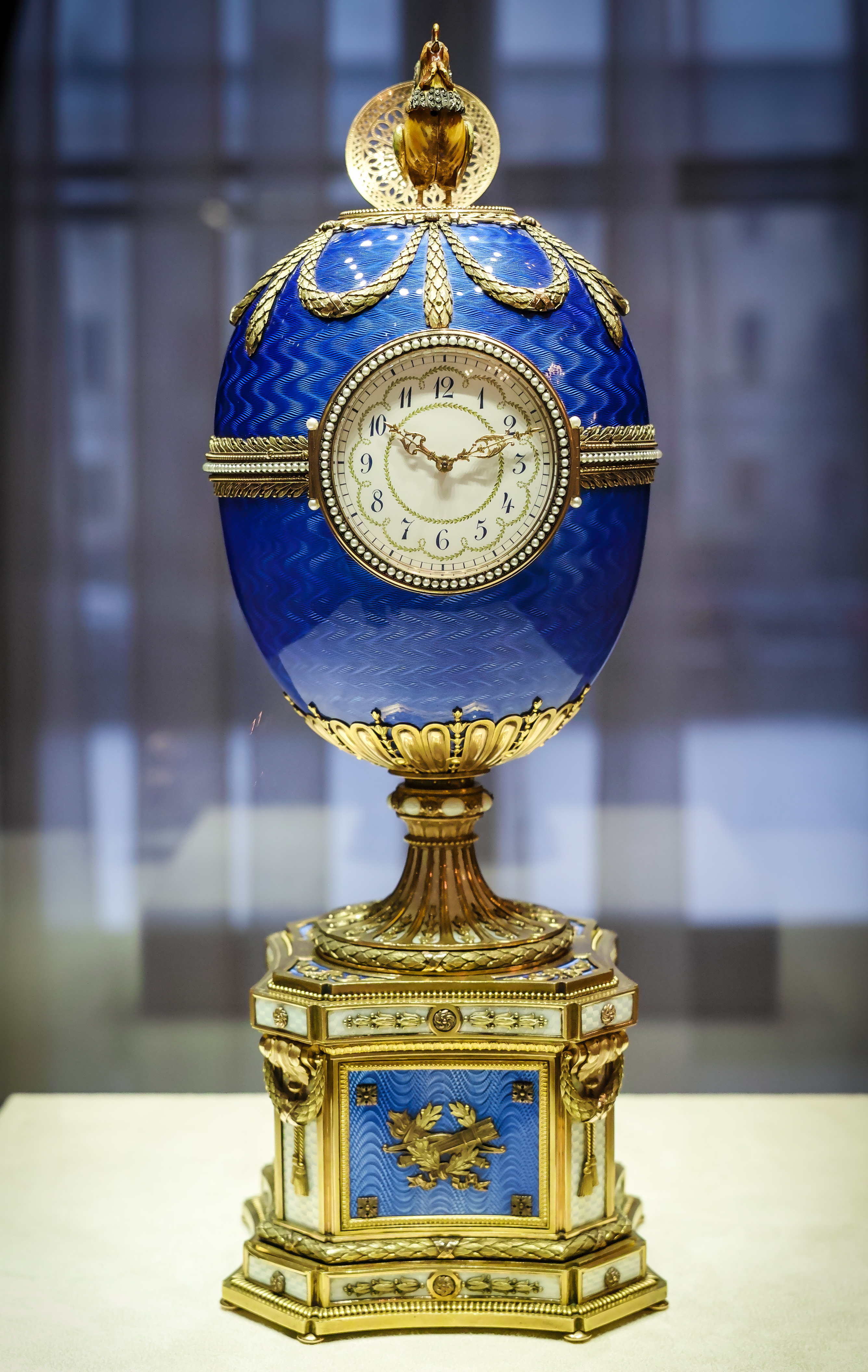
Huevo cantor de Kelch
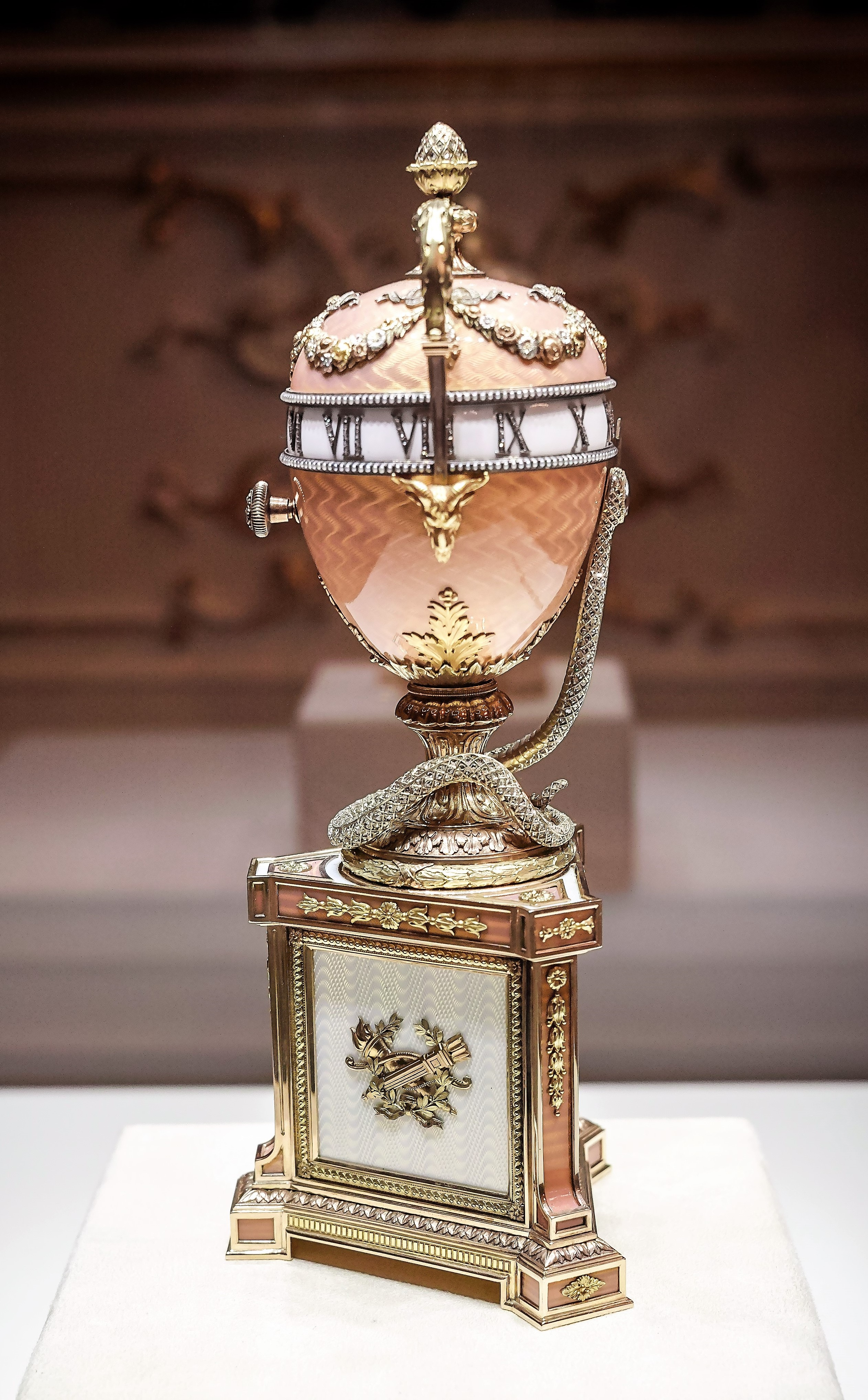
Huevo de la Duquesa de Marlborough
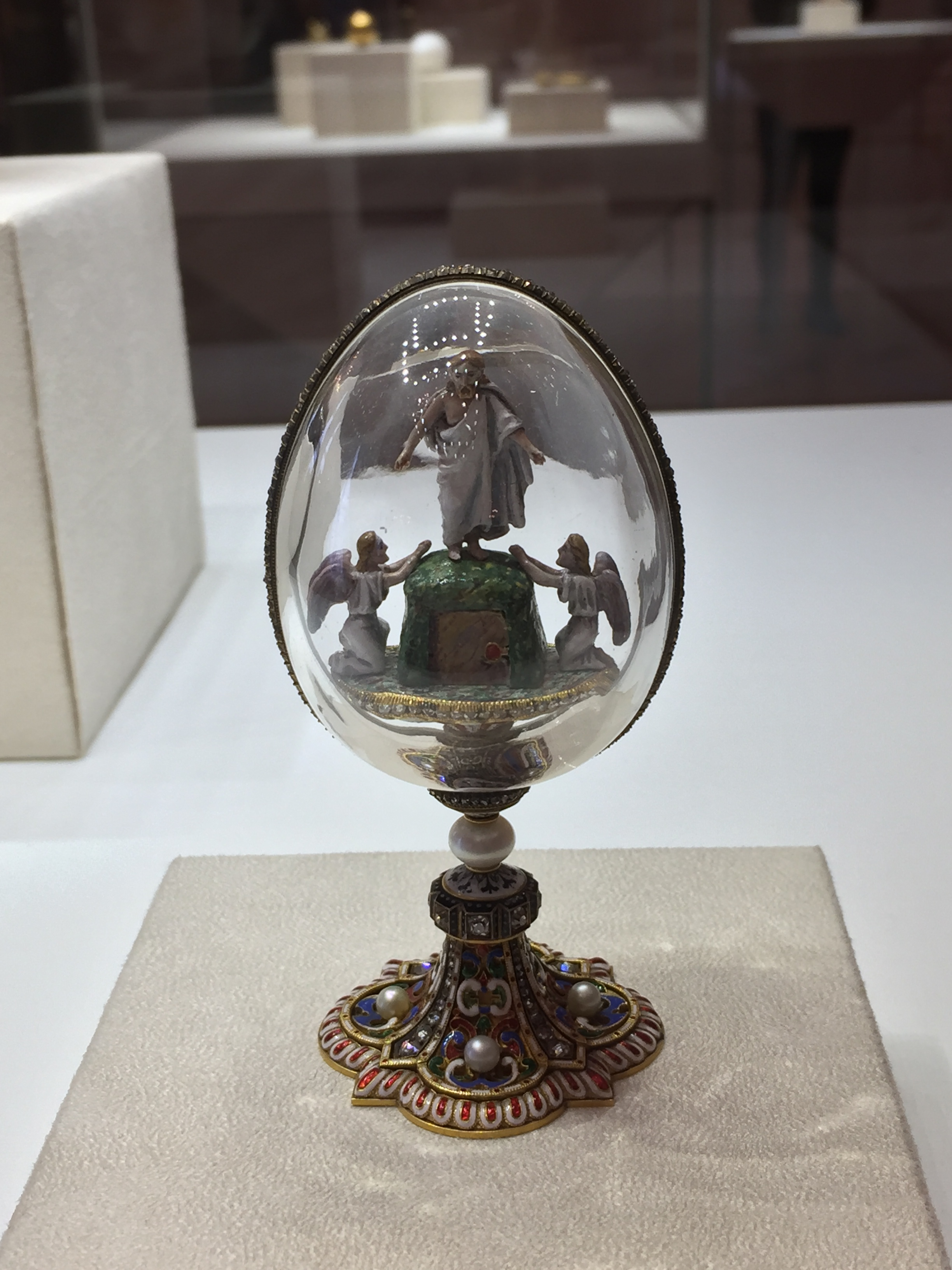
Huevo de la Resurrección
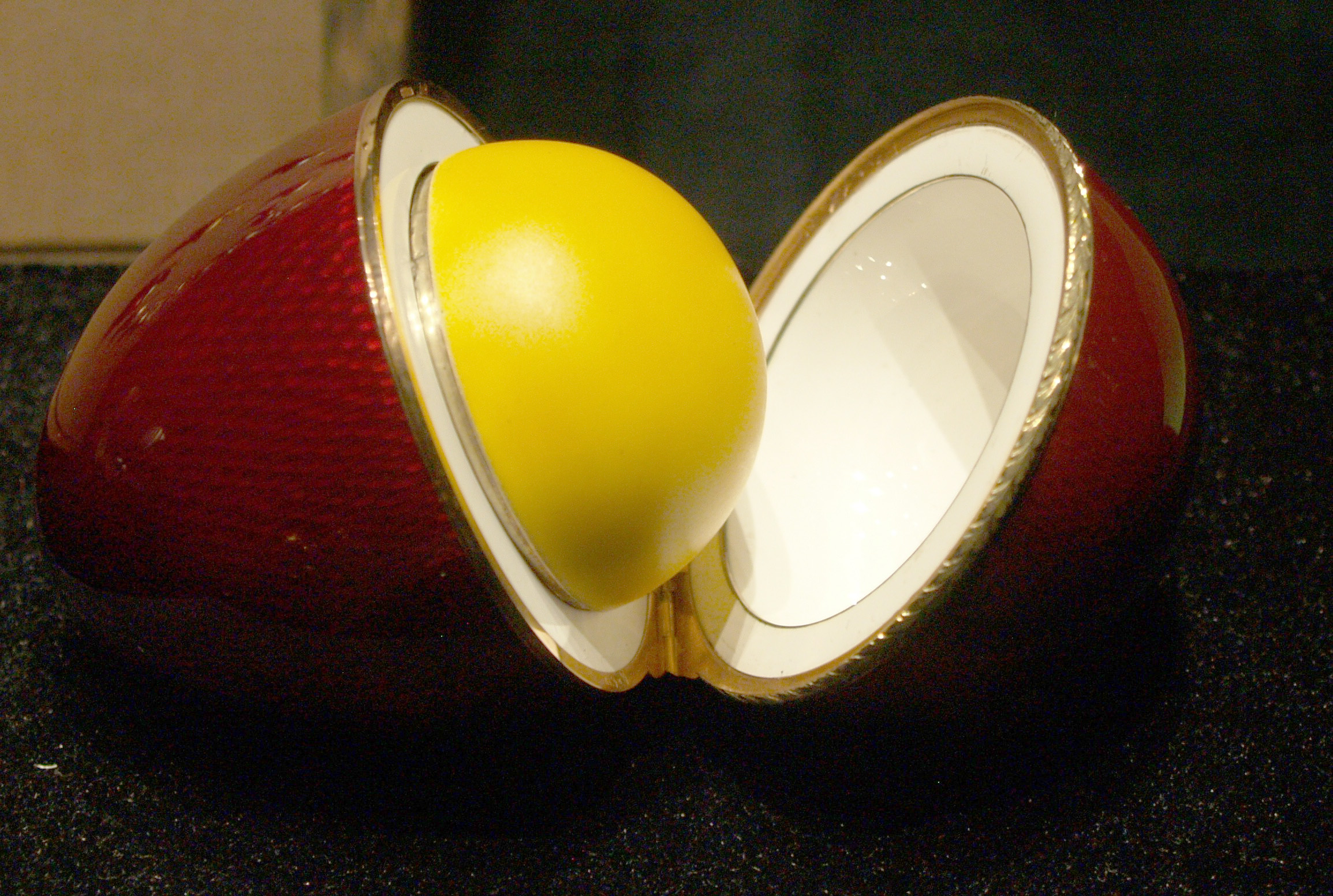
Huevo Escandinavo
- Huevo de Flores de la Primavera

- Huevo de Gallina de Kelch
- Huevo Cantor de Kelch
- Huevo de la Duquesa de Marlborough
- Huevo de Resurrección
- Huevo Escandinavo